# Aves Argentinas

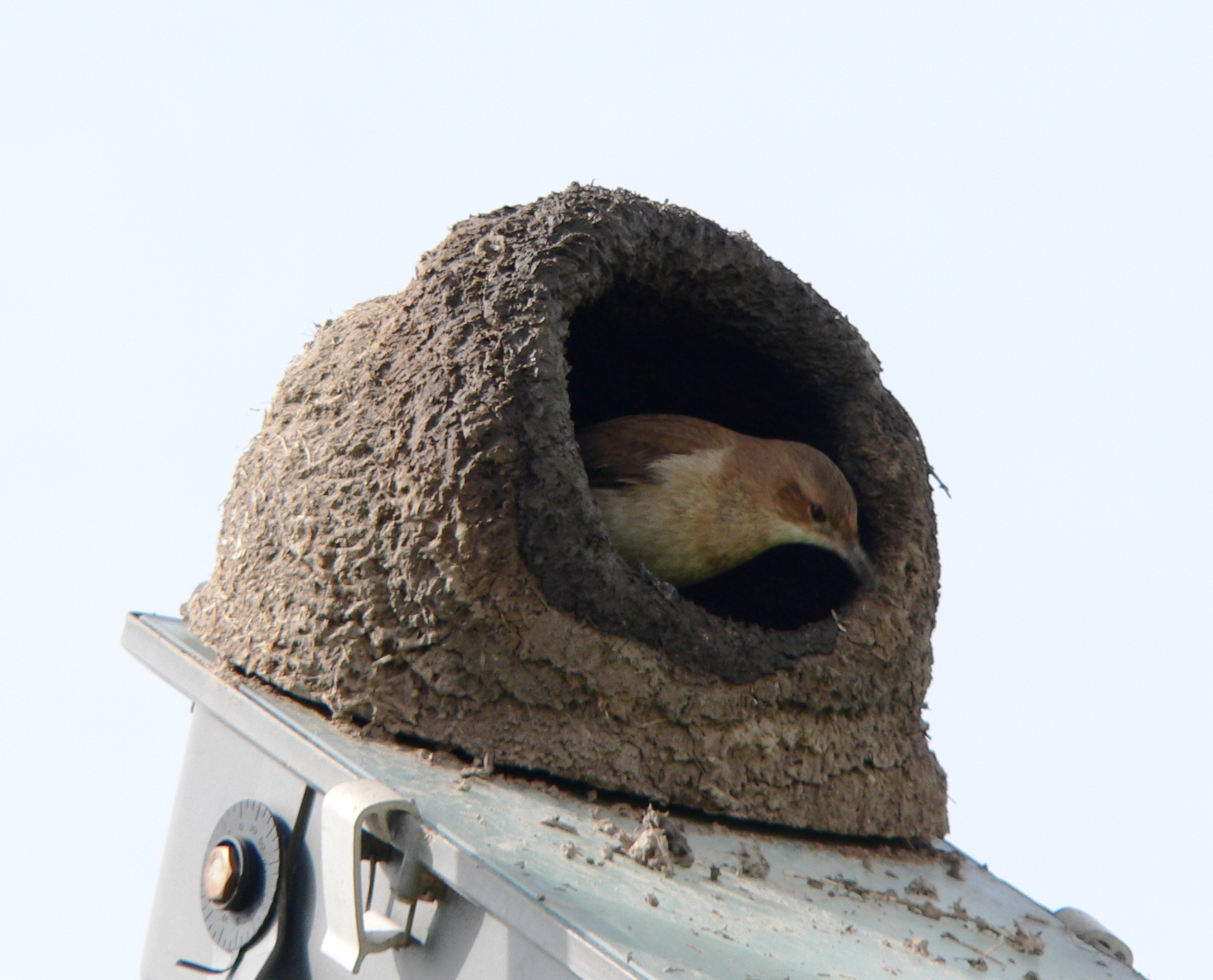
El hornero, el símbolo de esta entidad.

Aves Argentinas/Asociación Ornitológica del Plata es una entidad civil de Argentina sin fines de lucro, cuyas siglas son AA, que tiene entre sus objetivos la revalorización del vínculo de la población con su entorno natural, brindar un espacio de encuentro a los amantes de la naturaleza, desarrollar proyectos de conservación de las aves y sus ambientes silvestres y ser la fuente de campañas de información, cursos, congresos, safaris fotográficos y de observación de aves en libertad, entre otras actividades. Se suman a estas acciones la edición de revistas ligadas a la ornitología y a temas ambientales, tanto las de rigor científico, como las de divulgación de estos aspectos para un público más amplio.
Para cumplir con su misión, promueve el trabajo integrado con la comunidad, con otras organizaciones no gubernamentales, universidades, empresas y gobiernos. En Argentina viven más de 1000 especies de aves silvestres, de las cuales 120 están en serio riesgo de extinción.

## Objetivos estratégicos
- Identificar los hábitats con alta prioridad para la conservación de las especies de aves amenazadas.

- Aumentar la conciencia pública sobre la importancia de las aves, sus hábitats naturales y toda la biodiversidad que contienen.

- Incrementar paulatinamente el caudal societario, fruto de la incorporación de nuevos asociados al mismo tiempo que se retiene el mayor número de socios ya obtenidos.

- Promocionar la investigación científica ornitológica y la comunicación de sus resultados.

- Mejorar la gestión y la administración de la entidad, lo que redunda en una mayor efectividad de sus tareas.

## Historia
Aves Argentinas fue fundada el 28 de julio de 1916 con el nombre de Sociedad Ornitológica del Plata en la ciudad de Buenos Aires, Argentina.
Veintiún personas firmaron el acta de constitución; ellas fueron: Eduardo L. Holmberg, Ángel Gallardo, Roberto Dabbene, Martín Doello Jurado, Juan Bautista Ambrosetti, Carlos Luis Spegazzini, Pedro Serié, Pedro Segundo Casal, Fernando Lahille, Santiago Pozzi, Antonio Pozzi, Juan Brèthes, Julio Koslovsky, Demetrio Rodríguez, F. Manuel Rodríguez, Luis F. Delétang, Carlos A. Marelli, Juan José Nágera, Carlos A. Gutiérrez, Héctor Ambrosetti y Arturo Germán Frers.
Su sede original se encontraba en el Museo Argentino de Ciencias Naturales Bernardino Rivadavia, ubicado dentro del Parque Centenario, Av. Ángel Gallardo 470, en la ciudad de Buenos Aires, capital de la Argentina.
La denominación del Plata tenía como objetivo el apoyar, al mismo tiempo, la investigación y protección de las aves del Uruguay.
A 4 meses de creada, ya contaba con 41 miembros.
Posteriormente pasó a llamarse: Asociación Ornitológica del Plata, cuyas siglas eran «AOP», siendo cariñosamente denominada la ornitológica.
En 1922, se forma el Comité Internacional para la Defensa de las Aves, con sede en Estados Unidos; en 1936, la entidad argentina fue invitada a sumarse. Así, en 1937 se crea la Sección Argentina de este comité, el que posteriormente tomaría el nombre de Consejo International para la preservación de las Aves, y más tarde BirdLife International.
En la década de 1960 se logró adquirir la primera sede propia, ubicada en la calle 25 de Mayo 749, piso 2 “6”. En el primer piso se encontraba una entidad hermana, la extinta Asociación Natura. 
Uno de los principales impulsos fue dado con la edición de la Guía de Aves de Argentina y Uruguay, de Tito Narosky y Darío Yzurieta. Narosky se ha constituido como una de las principales figuras de la observación de aves del país.
Finalmente, en la primera década del siglo XXI, se producen dos importantes hechos, el primero es el cambio de su histórico nombre por el actual, ideado para que él rápidamente señale al público no científico cual es el quehacer de esta entidad; y el segundo es el traslado a su sede actual y definitiva en la calle Matheu 1248 (C 1249AAB) en la ciudad de Buenos Aires, Argentina.

## Escuela Argentina de Naturalistas (EAN)
Este es un original emprendimiento encarado desde 1989 por la entidad, por el cual se capacita a cientos de personas de distintos ámbitos sociales. Entre sus alumnos convoca a estudiantes de biología y agronomía, aspirantes a guardaparques, profesores de biología y educación física, técnicos de reparticiones oficiales, y amantes de la naturaleza en general. 
Esta singular carrera, declarada de interés ambiental por el Gobierno de la Ciudad Autónoma de Buenos Aires, es auspiciada por la Administración de Parques Nacionales y desde 2010 por la Fundación Vida Silvestre Argentina.
Con el título de Intérprete Naturalista se forma profesionales para organizar y realizar visitas guiadas en áreas naturales y actividades educativas relacionadas con la naturaleza. A su vez, existe la posibilidad de obtener un título intermedio: Naturalista de Campo, que capacita al profesional en el estudio e identificación de plantas y animales silvestres, realización de censos y relevamientos de áreas naturales. 

## RevistaEl Hornero
El Hornero, revista de Ornitología Neotropical, fue establecida en el año 1917, y es publicada por esta entidad. Los artículos son teóricos o empíricos, de campo o de laboratorio, de carácter metodológico o de revisión de información e ideas, referidos a cualquiera de las áreas de la ornitología, orientada (aunque no restringida) a las aves del Neotrópico. Se publica 2 veces al año (un volumen de dos números) y está indexada en Biological Abstracts/BIOSIS y en ROL (Recent Ornithological Literature). 
Se encuentra incluida en el portal de Internet SciELO (Scientific Electronic Library Online), una biblioteca electrónica que permite acceder libremente al texto completo y a versiones en formato PDF de una colección seleccionada de revistas científicas de Iberoamérica.
Desde 2008, esta revista está incluida en la base de datos bibliográfica Scopus, producida por la editorial internacional Elsevier. Scopus, es la base de citas bibliográficas y resúmenes de literatura científica revisada por pares más grande del mundo. 
El nombre de la revista alude al hornero símbolo alado de esta entidad, pájaro que a su vez es el Ave Nacional de la Argentina.

## RevistasNuestras AvesyNaturaleza y Conservación
Nuestras Aves y Naturaleza y Conservación son revistas que publica esta entidad de manera bianual; la primera es la de mayor antigüedad y actualmente está orientada a la comunicación de observaciones inéditas de aves, tanto de novedades sobre su distribución geográfica, alimentación, reproducción, comportamiento, entre otros. 
La segunda revista, cuyo nombre completo es: Aves Argentinas Revista de Naturaleza y Conservación, trata de temas ambientales no exclusivamente ligados a las aves.